# Franz Reber

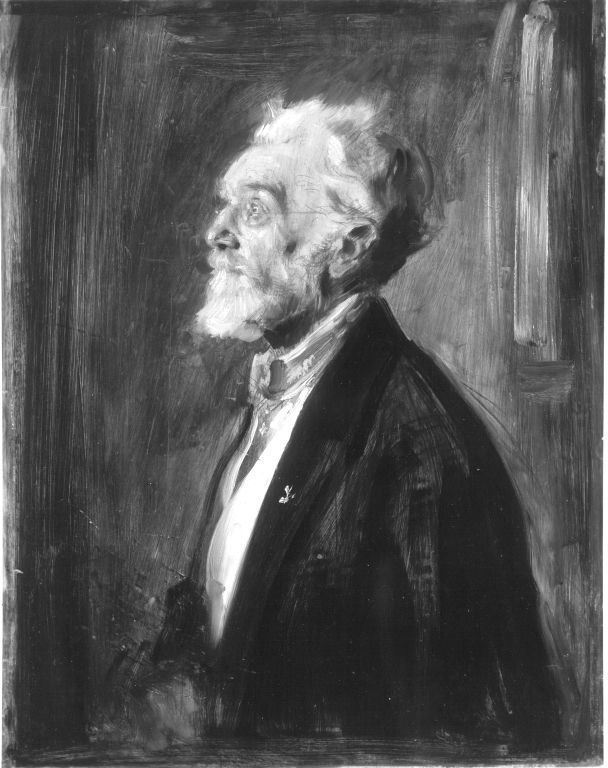
Franz von Reber, gemalt von Leo Samberger (1905)

Franz Xaver Reber, ab 1881 von Reber (* 10. November 1834 in Cham; † 4. September 1919 in Pöcking, Landkreis Starnberg) war ein deutscher Kunsthistoriker.

## Leben
Franz Reber studierte von 1853 bis 1855 in München und von 1855 bis 1856 in Berlin Klassische Philologie, Archäologie und Kunstgeschichte. Nach der Promotion in Berlin 1856 ging er nach Rom und habilitierte sich 1858 an der Universität München. Von 1858 bis 1863 war er Privatdozent für Alte Geschichte an der Universität München, sein Antrag auf Ernennung zum außerordentlichen Professor für Alte Geschichte wurde 1861 abgelehnt. 1863 wurde er außerordentlicher Professor, 1869 Professor für Kunstgeschichte und Ästhetik an der Polytechnischen Schule in München und 1875 Direktor der Staatsgalerien, daneben war er Honorarprofessor für Kunstgeschichte an der Universität München. 1907 trat er als Professor zurück, 1909 als Museumsdirektor.
Reber hat besonders über die Kunst der Antike und die Geschichte der Architektur gearbeitet aber auch über die Kunst des Mittelalters und die neuere Kunstgeschichte.

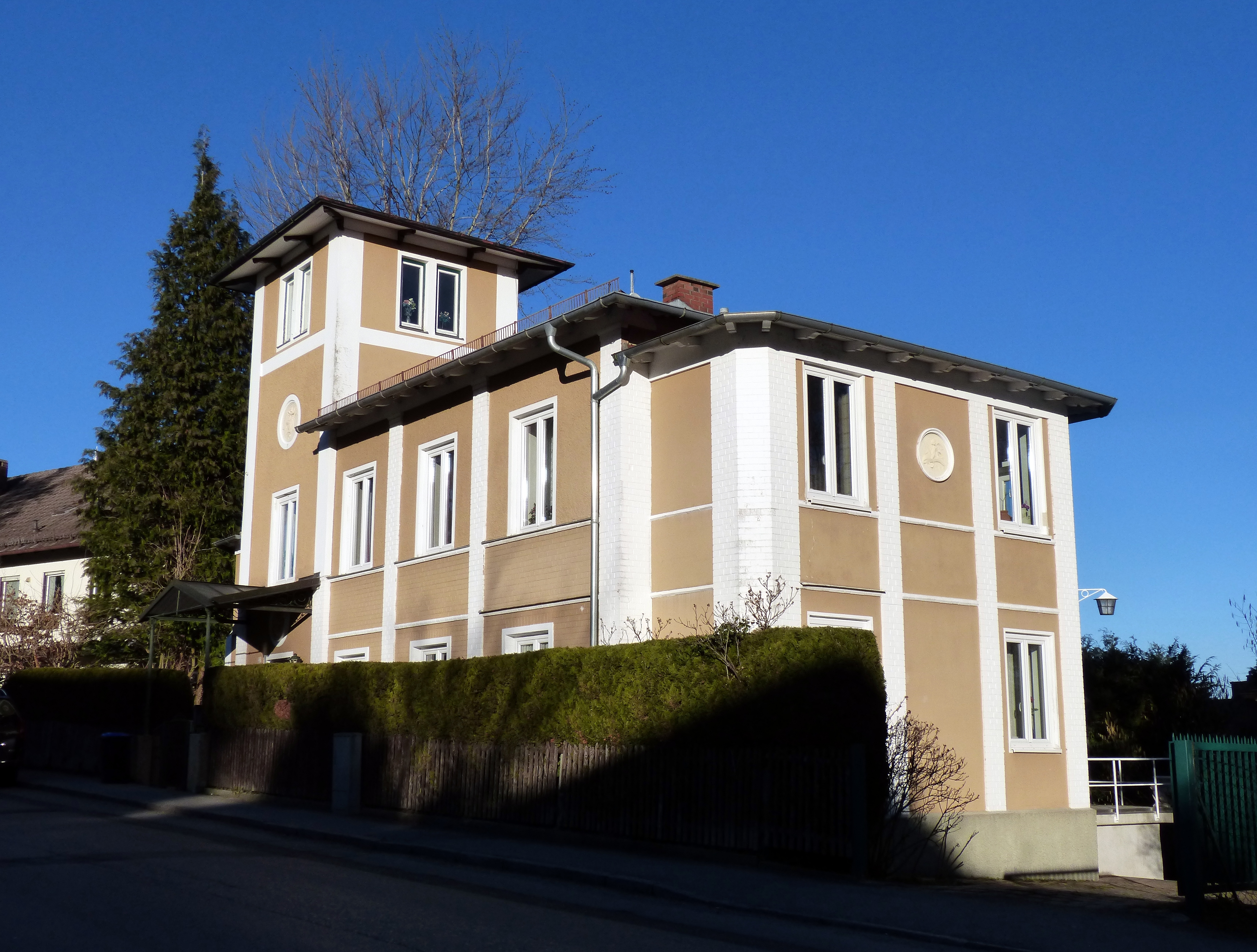
Villa Reber in Pöcking

1873 ließ er sich in Pöcking eine Villa im Stil einer toskanischen Landvilla erbauen, die 1895 durch einen Anbau erweitert wurde. Auf dem Friedhof von Pöcking liegt er auch begraben.

## Ehrungen
- 1876 Ritter 1. Klasse des Orden vom Hl. Michael
- 1876 Komtur des österreichischen Kaiserlich-Österreichische Franz-Joseph-Ordens
- 1876 Komtur 2. Klasse des Herzoglich anhaltinischen Hausordens Albrecht des Bären
- 1881 Ritter des Verdienstordens der bayerischen Krone, damit verbunden der persönliche Adel
- 1887 außerordentliches Mitglied der Bayerischen Akademie der Wissenschaften, 1890 ordentliches Mitglied[3]
- 1893 Geheimrat
- 1896 Ritter 2. Klasse des Orden vom Hl. Michael
- korrespondierendes Mitglied des Deutschen Archäologischen Instituts
- 1906 Ehrendoktor der TU München
- 1909 Ehrenbürger von Burghausen

- 1935 von Reber Straße in München[4]
- 1959 Franz Reber-Weg in München-Solln
- Franz-von-Reber-Straße in Pöcking

## Schriften (Auswahl)
- De primordiis artis imprimendi ac praecipue de inventione typographiae harlemensi. Dissertation Berlin 1856 (Digitalisat).
- Die Ruinen Roms und der Campagna (1863, 2. Auflage 1877);
- Des Vitruvius zehn Bücher über Architektur, übersetzt und erläutert (1865)
- Geschichte der Baukunst im Altertum (1864–1867)
- Kunstgeschichte des Altertums (1871)
- (Hrsg.): Bautechnischer Führer durch München: Festschrift zur zweiten General-Versammlung des Verbandes Deutscher Architekten- und Ingenieur-Vereine. Ackermann, München 1876 (Digitalisat).
- Album der Ruinen von Rom. Leipzig 1883 (Digitalisat).
- Katalog der Gemäldesammlung der Älteren Pinakothek zu München. München 1884; 10. Auflage München 1908
- Kunstgeschichte des Mittelalters, 1885
- Geschichte der neuern deutschen Kunst vom Ende des vorigen Jahrhunderts, 3 Bände, 1874–1876; 2. Auflage 1884
- Der karolingische Palastbau, München 1892
- Über das Verhältnis des mykenischen zum dorischen Baustil, in: Abhandlungen der königlich-bayrischen Akademie der Wissenschaften, 1896
- Die phrygischen Felsendenkmäler, in: Abhandlungen der königlich-bayrischen Akademie der Wissenschaften, 1897 (Digitalisat).

Er war mit Adolf Bayersdorfer Herausgeber des „Klassischen Bilderschatzes“ (1888–1900) und Herausgeber des „Klassischen Skulpturenschatzes“ (1896–1900), zwei zeittypischen Sammelwerken.

## Porträts
- 1905: Ein von Leo Samberger gemaltes Porträt Franz von Rebers ist heute im Besitz der Bayerischen Staatsgemäldesammlungen (Neue Pinakothek).[5]
- 1909: Bronzegussmedaille, 68,9 mm, Medailleur: Maximilian Dasio. Vorderseite: GEHEIMRAT DR. – FRANZ V. REBER / MCMIX – Kopfbildnis mit Kragenansatz und Brille nach rechts; Rückseite: Pallas Athene beschirmt die drei Künste Malerei, Skulptur und Architektur, im Abschnitt: MCMIX.VI.[6]